# Avner Friedman
Avner Friedman (* 19. November 1932 in Israel) ist ein israelisch-US-amerikanischer Mathematiker. Er befasst sich mit partiellen Differentialgleichungen und deren Anwendungen.
Friedman studierte an der Hebräischen Universität in Jerusalem mit dem Diplom-Abschluss 1954 und der Promotion 1956 bei Shmuel Agmon (Linear partial differential equations of elliptic type). Als Post-Doktorand war er 1956/57 an der University of Kansas, 1957/58 Lecturer an der Indiana University und 1958/59 Visiting Assistant Professor an der University of California, Berkeley. 1959 bis 1961 war er Associate Professor am Minnesota Center for Industrial Mathematics und 1961/62 Visiting Associate Professor an der Stanford University. Von 1962 bis 1984 war er Professor an der Northwestern University. Von 1985 bis 1987 war er Duncan Distinguished Professor für Mathematik an der Purdue University und seit 1987 ist er Professor an der University of Minnesota, wo er 1987 bis 1999 Direktor des Institute for Mathematics and its Applications war und von 1994 bis 2001 Direktor des Minnesota Center for Industrial Mathematics. Er war dort Regent Professor. 2001 wurde er Professor an der Ohio State University. Er ist dort Distinguished University Professor. Von 2002 bis 2008 war er Direktor des Mathematical Biosciences Institute, das er gegründet hatte.
Er war unter anderem Gastprofessor in Tel Aviv (1966/67, 1970/71) und 1982 bis 1987 Visiting Fellow an der University of Oxford. Er befasst sich mit (nichtlinearen) partiellen Differentialgleichungen und ihrer Anwendung in mathematischer Modellierung, besonders in Problemen mit freien Randbedingungen (wie bewegten Grenzflächen) und Phasenübergängen, mit Differentiellen Spielen und stochastischer Kontrolle.
Friedman ist Mitglied der National Academy of Sciences (1993), der American Association for the Advancement of Science und der American Academy of Arts and Sciences. 1993 bis 1995 war er Präsident der SIAM. 1982 erhielt er den Stampacchia Preis. 1962 bis 1965 war er Sloan Research Fellow und 1966/67 Guggenheim Fellow. 2012 wurde er Fellow der American Mathematical Society.
Er ist US-amerikanischer Staatsbürger.

## Schriften
- Differential Games, Wiley 1971
- Foundations of Modern Analysis, Holt, Rinehart and Winston 1970, Dover 1982
- Advanced Calculus, Holt, Rinehart and Winston 1971
- Variational principles and free boundary problems, Krieger 1982, 1988
- Partial Differential Equations of parabolic type, Prentice-Hall 1964
- Partial Differential Equations, Holt, Rinehart and Winston 1969 (Reprint Krieger 1976)
- Generalized functions and partial differential equations, Dover 2005
- Stochastic differential equations and applications, Dover 2006 (zuerst in 2 Bänden, Academic Press 1976)
- mit David S. Ross Mathematical models in photographic science, Springer Verlag 2003
- mit Walter Litman: Industrial mathematics: a course in solving real-world problems, SIAM 1994
- Herausgeber: Mathematics in Industrial Problems, Springer Verlag, 10 Bände, ab 1988
- mit Baltazar Aguda: Models of cellular regulation, Oxford University Press 2012